# Vigna luteola

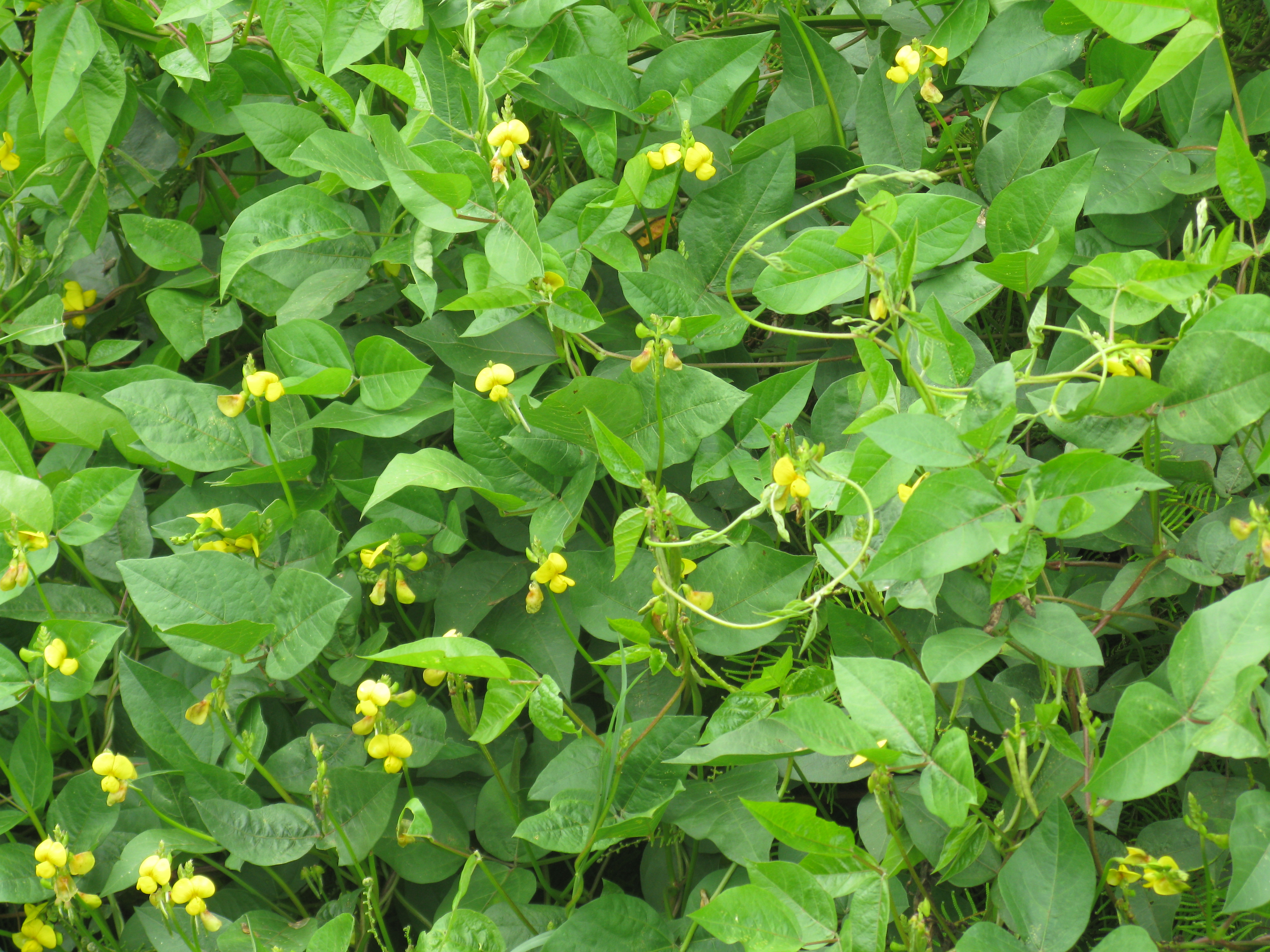

Vigna luteola, comúnmente conocida como porotillo o frijol de la playa, es una especie herbácea perteneciente a la familia Fabaceae (leguminosa). Sus hojas son trifoliadas y presentan una longitud de dos a diez centímetros de longitud. Sus racimos miden de diez a veintiocho centímetros y sus flores son de un color amarillo pálido. La forma de la semilla se asemeja a la de un riñón negro y moteado. (Fernández et.  al 1988). (Foto 1 y 2.). Se encuentra en países de clima tropical, aunque también se ha visto en algunos de clima templado. Suele utilizarse como cultivo de cobertura o como forrajera para la alimentación del ganado en la región NEA. En Cuba se le denomina frijol cimarrón.

## Características
El género Vigna forma parte de un grupo de hierbas trepadoras que se distinguen por sus hojas trifoliadas, flores asimétricas y la quilla (resultado de la fusión de los dos pétalos inferiores) curvada o en forma de espiral. También Phaseolus, con los frijoles domesticados, pertenece a este grupo. Vigna se distingue por tener nudos conspicuos en la inflorescencia y carecer de pelos con gancho, característica primaria de Phaseolus. La inflorescencia es erecta y la flor más larga supera los 25 milímetros.
La especie Vigna vexillata se caracteriza por tener flores blancas, lilas, moradas o amarillo pálidas; tallos con cerdas fuertes café amarillentas y los dientes del cáliz de igual o mayor longitud que el tubo. El fruto es largo, delgado y piloso. Las estípulas son triangulares.